# Sömnrunorna
Sömnrunorna är en naturmytisk balladtyp som finns upptecknad i Sveriges Medeltida Ballader (SMB) i en småländsk variant från 1690-talet. Melodiuppteckning saknas. Balladen klassificeras som SMB 2 och TSB A 11.

## Handling
En jungfru har ryktet om sig att sova tillsammans med en mängd män, men ändå förbli mö. En kungason från England får höra talas om detta, och uppsöker henne. Hon går med på att de skall sova tillsammans; men hon skriver runor på lakanen. Så snart ungersvennen har satt sig ned på sängen, så somnar han. Han sover i tre dagar, och väcks sedan av jungfrun. Han försöker med gåvor få henne att låtsas som om han skulle ha lyckats med sitt förföraruppsåt, men hon vägrar.

## Paralleller på andra språk
Balladtypen finns i Danmarks gamle Folkevisor (DgF 81) och på norska.